# Cori Shepherd Stern

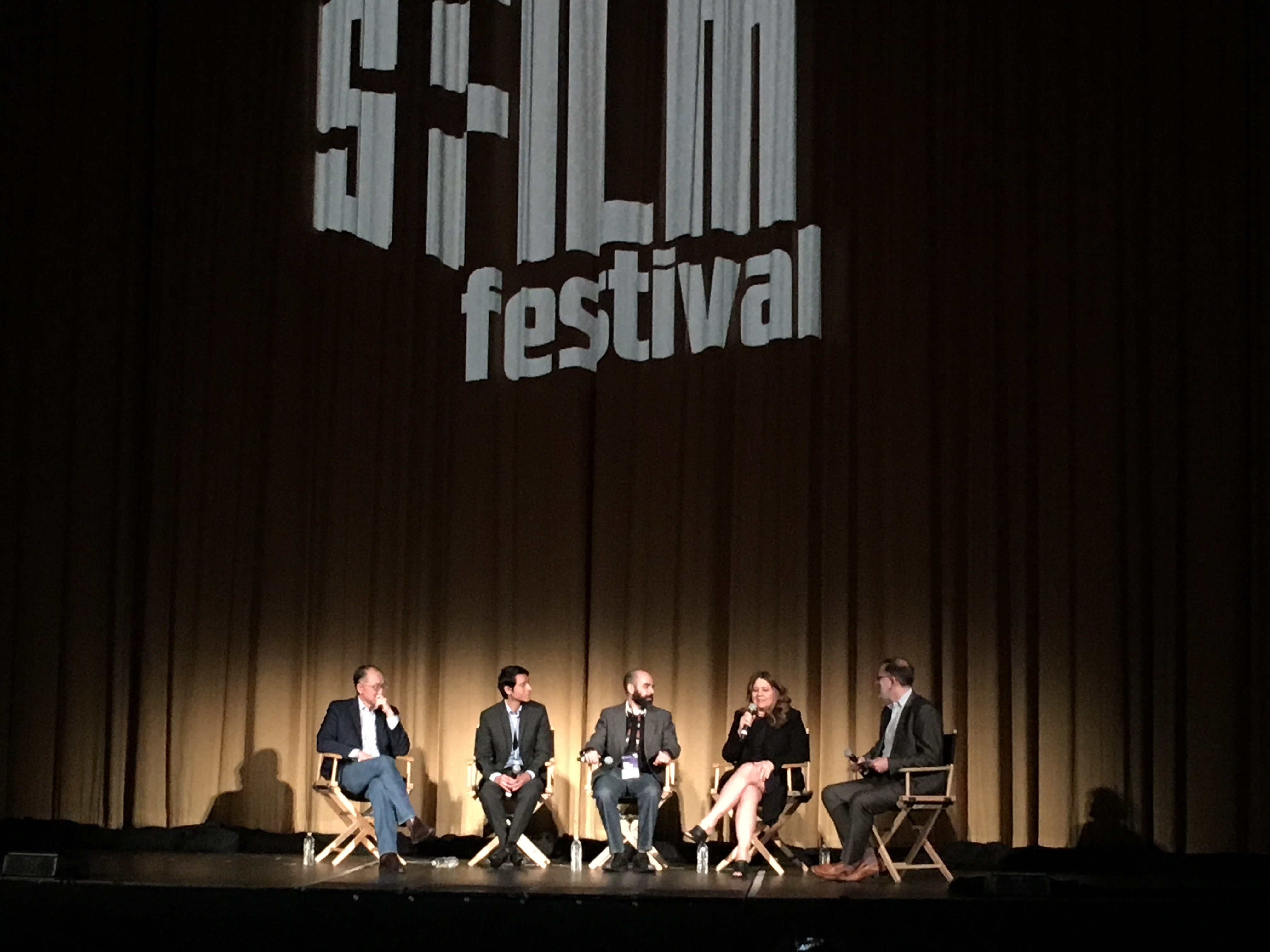
Cori Shepherd Stern bei einer Diskussion über den Dokumentarfilm Bending the Arc beim San Francisco International Film Festival 2017

Cori Shepherd Stern  (geb. 29. Januar 1968 in Galveston County, Texas) ist eine US-amerikanische Filmproduzentin und Strategin für sozialen Wandel (social change strategist).

## Leben
Stern war bei der Oscarverleihung 2013 für ihren Dokumentarfilm Open Heart zusammen mit Kief Davidson für den Oscar in der Kategorie Bester Dokumentar-Kurzfilm nominiert. Sie produzierte zudem 2013 den Spielfilm Warm Bodies und 2017 den Dokumentarfilm Bending the Arc, der nacherzählt, wie sich Jim Yong Kim und andere Aktivisten für die medizinische Versorgung in armen Ländern einsetzten und die Organisation Partners in Health gründeten. 
Shepherd Stern arbeitete als Medienberaterin für die Skoll Foundation und ist eine der Gründerinnen der Non-Profit-Organisation The Strongheart Group.